# Pierre Jounel
Pierre Jounel (né à Saffré (Loire-Atlantique) le 16 juillet 1914 et mort à Olivet (Loiret) le 14 novembre 2004) était un prêtre catholique français du diocèse de Nantes.